# Priya Anjali Rai
Priya Anjali Rai (New Delhi, 25 december 1977), beter bekend onder de artiestennaam  Priya Rai, is een Indiaas-Amerikaans voormalig pornoactrice.

## Persoonlijk leven
Rai verhuisde naar Minneapolis, Minnesota in de Verenigde Staten op tweejarige leeftijd nadat ze geadopteerd was door haar Amerikaanse ouders. Ze studeerde vervolgens marketing aan de Arizona State University. In juni 2013, kondigde Priya Rai aan dat ze gehuwd was met een "successful businessman" die niet in de porno-industrie actief was.

## Carrière
Rai werkte als model voordat ze haar carrière begon in de porno-industrie. Rai was een stripteasedanseres gedurende meer dan twaalf jaar voordat ze in de porno-industrie terechtkwam. Ze startte in de porno-industrie in 2007 op 29-jarige leeftijd. Vijf jaar later maakte ze haar Bollywooddebuut in de horrorfilm Isis Rising: Curse Of the Lady Mummy, waarin ze de hoofdrol van Isis speelde. In juni 2013 kondigde ze aan dat ze met haar pornocarrière stopte.

### Erkenning in de porno-industrie
Het lifestylemagazine Complex plaatste Rai op de 19e plaats in hun lijst van "De top 100 heetste pornosterren" en op de 32ste plaats in hun lijst van "De 50 mooiste pornosterren aller tijden".

## Prijzen en nominaties
| Jaar | Ceremony         | Resultaat   | Prijs | Werk               |
| ---- | ---------------- | ----------- | --- | ------------------ |
| 2009 | AVN Award        | Gewonnen    | Best All-Girl Group Sex Scene (with Jesse Jane, Shay Jordan, Stoya, Adrianna Lynn, Brianna Love, Lexxi Tyler, Memphis Monroe & Sophia Santi) | Cheerleaders       |
| 2009 | AVN Award        | Genomineerd | Best New Starlet | n.v.t              |
| 2009 | FAME Award       | Genomineerd | Favorite Breasts | n.v.t              |
| 2009 | FAME Award       | Genomineerd | Favorite Female Rookie | n.v.t              |
| 2010 | AVN Award        | Genomineerd | Best New Web Starlet | n.v.t              |
| 2010 | AVN Award        | Genomineerd | Best Threeway Sex Scene (with Marco Banderas & John West)                                                                                    | Tormented          |
| 2010 | FAME Award       | Genomineerd | Favorite Breasts | n.v.t              |
| 2010 | XBIZ Award       | Genomineerd | Porn Star Website of the Year | n.v.t              |
| 2011 | NightMoves Award | Gewonnen    | Best MILF (Editor’s Choice) | n.v.t              |
| 2011 | XBIZ Award       | Genomineerd | MILF Site of the Year | PriyaAnjaliRai.com |
| 2012 | NightMoves Award | Genomineerd | Best Boobs | n.v.t              |
| 2012 | XBIZ Award       | Genomineerd | MILF Performer of the Year | n.v.t              |
| 2013 | XBIZ Award       | Genomineerd | MILF Performer of the Year | n.v.t              |
| 2014 | XBIZ Award       | Genomineerd | Crossover Star of the Year | n.v.t              |